# Ragazza di periferia
Ragazza di Periferia es el segundo álbum de la cantante italiana Anna Tatangelo. 

## Lista de canciones
| #   | Canción                                                          | Duración |
| --- | ---------------------------------------------------------------- | -------- |
| 01. | "Quando Due Si Lasciano" V. D'Agostino, G. D'Alessio             | 3:35     |
| 02. | "Dimmi Dimmi" V. D'Agostino, G. D'Alessio, A. Pennino            | 3:40     |
| 03. | "Ragazza di Periferia" V. D'Agostino, G. D'Alessio, A. Pennino   | 4:18     |
| 04. | "Non Tradirmi Mai" G. Di Tella, B. Rubino, A. Pennino            | 4:23     |
| 05. | "Pensiero Stupendo" V. D'Agostino, G. D'Alessio                  | 4:46     |
| 06. | "Qualcosa di Te" A. Galbiati, C. Chiodo                          | 4:27     |
| 07. | "Sotto Un Cielo Di Stelle" W.C. Farias, J.A. Farias, R.E. Farias | 4:11     |
| 08. | "Così È l'Amore" L. Oriundo, L. D'Alessio, A. Pennino            | 4:02     |
| 09. | "Andrea" A. Rich, F. Cavalli, A. Galbiati                        | 3:46     |
| 10. | "O Te O Me" L. Sacchezin, V. D'Agostino, L. Chiaravalli          | 3:15     |

## Lista de canciones (2006)
| #   | Canción                                                          | Duración |
| --- | ---------------------------------------------------------------- | -------- |
| 01. | "Essere Una Donna" Mogol, G. D'Alessio                           | 4:03     |
| 02. | "Colpo di Fulmine" M. Greco, F. Camba                            | 3:30     |
| 03. | "Quando Due Si Lasciano" V. D'Agostino, G. D'Alessio             | 3:35     |
| 04. | "Dimmi Dimmi" V. D'Agostino, G. D'Alessio, A. Pennino            | 3:40     |
| 05. | "Ragazza di Periferia" V. D'Agostino, G. D'Alessio, A. Pennino   | 4:18     |
| 06. | "Non Tradirmi Mai" G. Di Tella, B. Rubino, A. Pennino            | 4:23     |
| 07. | "Pensiero Stupendo" V. D'Agostino, G. D'Alessio                  | 4:46     |
| 08. | "Qualcosa Di Te" A. Galbiati, C. Chiodo                          | 4:27     |
| 09. | "Sotto Un Cielo Di Stelle" W.C. Farias, J.A. Farias, R.E. Farias | 4:11     |
| 10. | "Così È l'Amore" L. Oriundo, L. D'Alessio, A. Pennino            | 4:02     |
| 11. | "Andrea" A. Rich, F. Cavalli, A. Galbiati                        | 3:46     |
| 12. | "O Te O Me" L. Sacchezin, V. D'Agostino, L. Chiaravalli          | 3:15     |

- Datos: Q3929319